# Devil’s Meat
Devil’s Meat – pierwszy 7-calowy minialbum fińskiego zespołu heavymetalowego Babylon Whores, wydany w 1994 roku przez należącą do zespołu wytwórnię Sugar Cult. Wydanie było ograniczone do 300 kopii, z czego 100 egzemplarzy miało przymocowane torby z psim mięsem. Zespół przeprowadził osiem prób przed nagraniem Devil’s Meat, które odbyło się w Studio Equaliz w Helsinkach, w Finlandii.

## Twórcy
- Jussi Konttinen – gitara
- Pete Liha – perkusja
- Ewo Meichem – gitara
- Ike Vil – śpiew
- M. Ways – gitara basowa

## Lista utworów
1. „Cool”
2. „Third Eye”
3. „East of Earth"